# Llimac

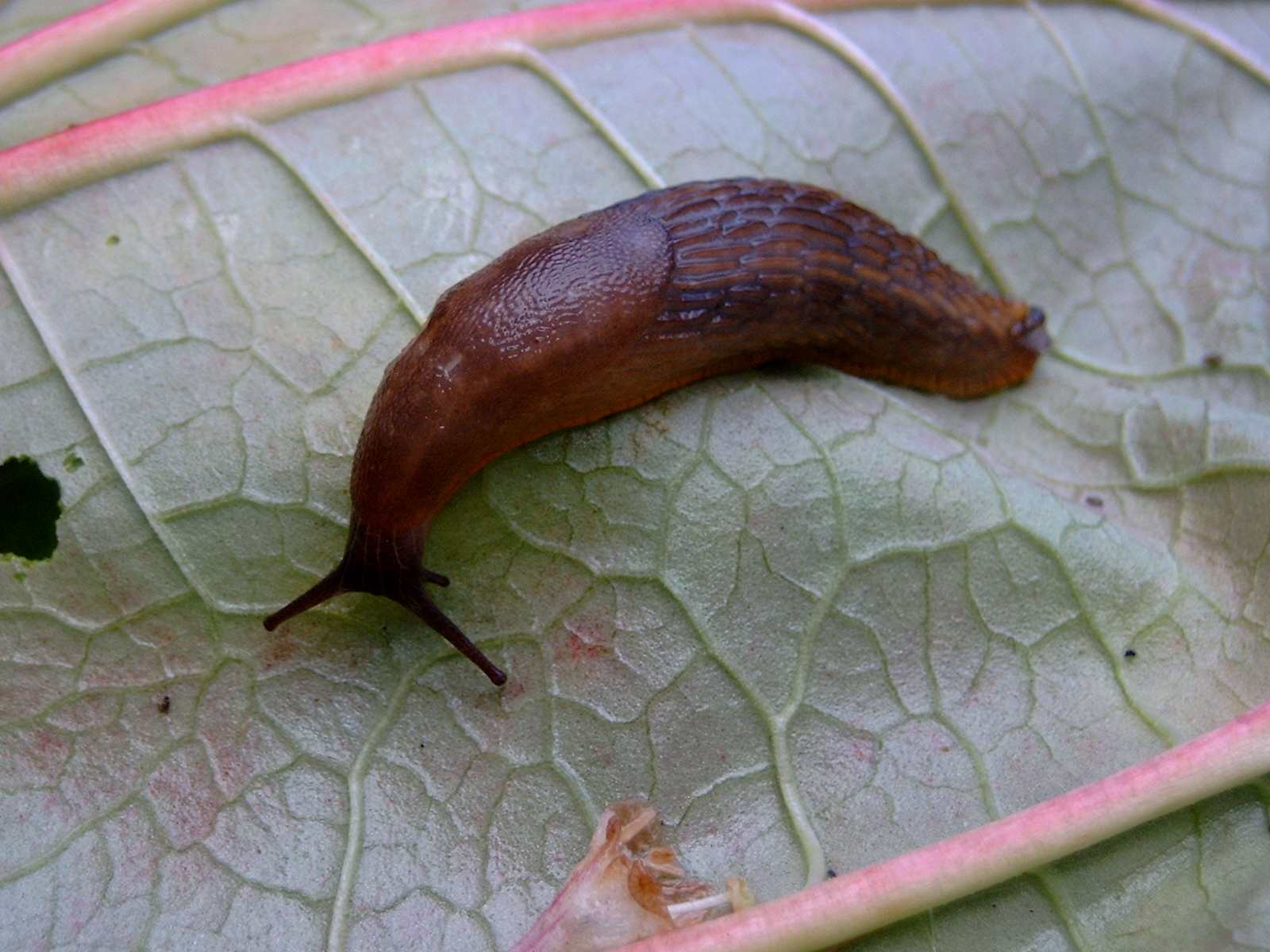
Arion rufus

Els llimacs, llimagues o bavoses són mol·luscs gastròpodes terrestres sense conquilla, o amb conquilla reduïda i interna, de l'ordre dels pulmonats. Els nudibranquis s'anomenen a vegades llimacs de mar, malgrat no estar relacionats amb els autèntics llimacs.
Diversos grups de gastròpodes amb parentiu bastant llunyà han sofert de manera independent la reducció o pèrdua de la conquilla. Per tant, el terme llimac no té cap significat taxonòmic, ja que sota aquesta denominació s'inclouen gastròpodes molt diversos; els llimacs es reparteixen en diverses famílies (Arionidae, Limacidae, Agriolimacidae, Milacidae, Boettgerillidae, etc.), algunes de les quals contenen espècies amb conquilla (caragols) i espècies sense conquilla (llimacs).
Entre els gèneres més comuns a casa nostra destaquen Arion, Limax i Deroceras.

## Característiques

Morfologia externa d'un llimac.
1) cua, 2) mantell, 3) tentacles òptics, 4) tentacles sensorials, 5) pneumostoma, 6) peu, 7) quilla

Els llimacs mesuren entre 1 i 15 cm segons l'espècie. Tenen el cos allargat. Al cap té la boca i quatre tentacles; els inferiors són tàctils i els superiors tenen els ulls al seu extrem. La boca inclou dues mandíbules amb petites dents i la llengua dentada o ràdula.
L'escut o mantell darrere del cap cobreix alguns òrgans amb una làmina calcària. S'observa, sobre la dreta de l'escut, el pneumostoma, orifici respiratori de l'animal. Darrere l'escut està la part caudal.
El peu és la part ventral; és un òrgan musculós que s'adhereix a terra gràcies a la placa de reptació. El moc o secreció liquida recobreix el cos de l'animal, actua com a humectant i li permet el llimac desplaçar-se.

## Biologia

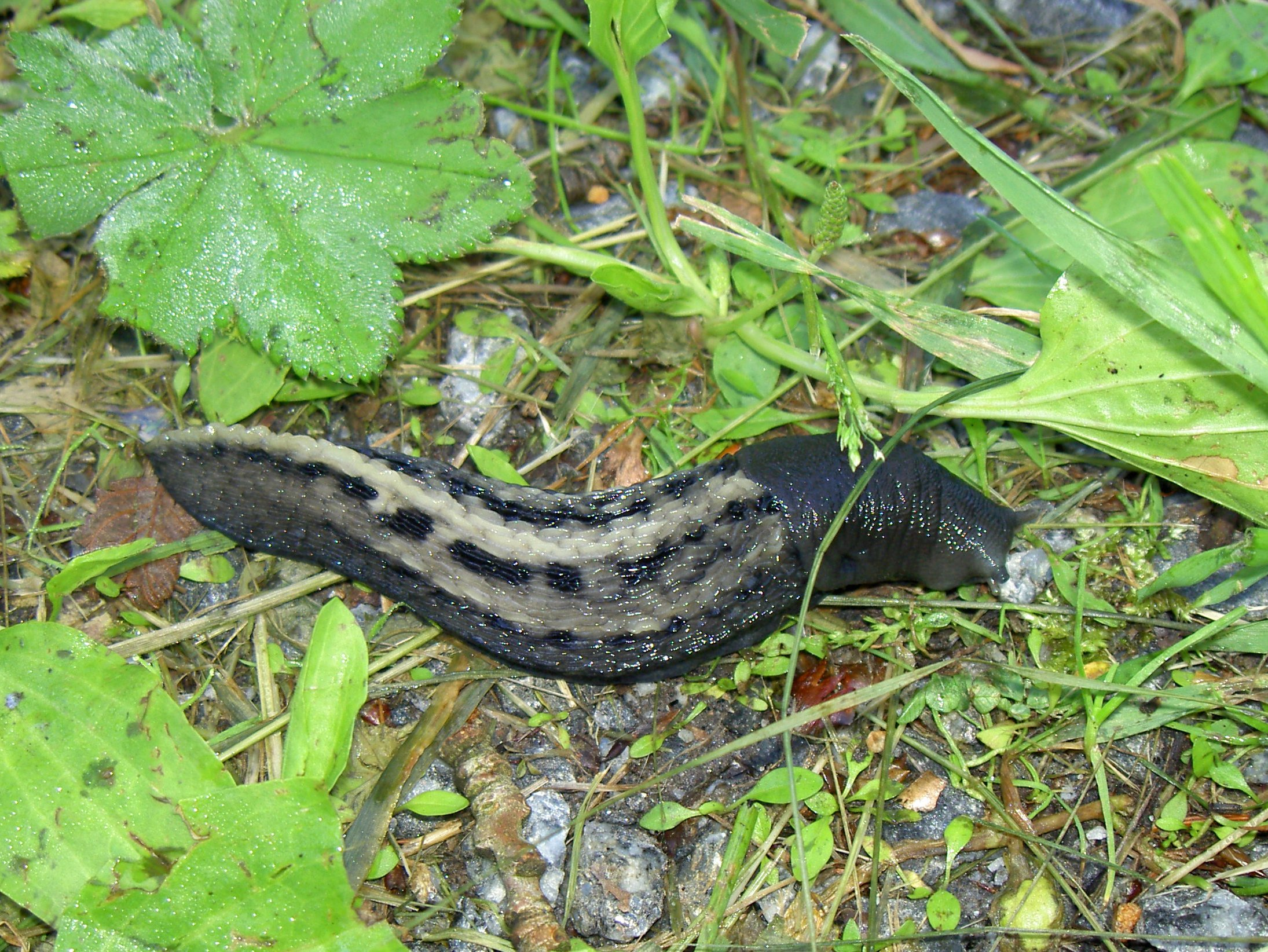
Limax cinereoniger

Els llimacs acostumen a ser nocturns. La seva activitat està en funció de l'època de l'any, la temperatura i la humitat. Són actius a partir d'un determinat limiti mínim de temperatura i no més enllà d'un determinat màxim.
El cicle de vida dels llimacs, la velocitat de la seva reproducció i el seu creixement són condicionats pels factors climàtics, la llum i el menjar disponible, factors que determinen també la densitat de la població. Els hiverns suaus afavoreixen la supervivència dels ous i dels llimacs joves i el seu desenvolupament. En canvi, un hivern molt sec i molt fred pot limitar la seva reproducció.
Els llimacs hortícoles no es mouen quan la temperatura baixa per sota de 5 °C. L'interval de temperatures per a l'activitat dels llimacs grisos se situa en un màxim de 18 °C i són inactives a 0 °C. Els llimacs es moren quan la temperatura assoleix -3 °C, però en general s'oculten a fons a terra quan els períodes de gelada arriben.
Sense humitat, els llimacs no poden produir moc i, per tant, no poden desplaçar-se. En èpoques seques es refugien a terra per esperar la tornada de les pluges.

## Desplaçament
Els llimacs es desplacen poc. Poden recórrer, en condicions òptimes, entre 2 i 7 m diàriament. El moc és indispensable per al desplaçament dels llimacs. Quan es mouen, una glàndula situada a l'extremitat anterior del peu, secreta moc, que és aixafat sota la placa de reptació i li permet lliscar. Quan se situen en una àrea on la vegetació és abundant, els llimacs no es dispersen de més de 50 cm al dia. Troben el seu menjar gràcies als seus òrgans olfactius i a les seves papil·les gustatives.

## Alimentació

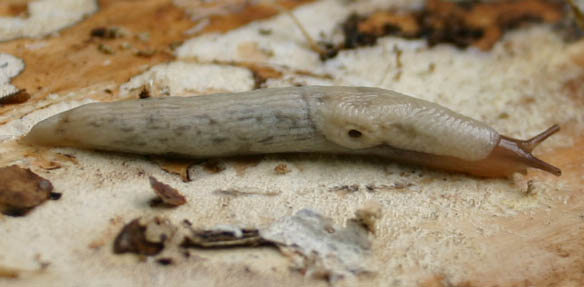
Deroceras praecox

L'alimentació dels llimacs és molt variada. S'alimenten freqüentment i en la mesura possible amb teixits vegetals (fulles, material en descomposició) però poden consumir també residus animals. El gran llimac o el petit llimac gris prefereixen les plantes a la superfície del terra. En període de sequera, els petits llimacs viuen dins del terra i roseguen les parts subterrànies de les plantes.
Un llimac pot menjar fins i tot la meitat del seu pes en una nit. El llimac gris absorbeix entre 30 i 50 mg al dia, però el gran llimac es pot empassar entre 5 i 10 g al dia. Alguns llimacs s'alimenten d'una vegada, però d'altres se'n proveeixen en successives ocasions durant la mateixa nit. Sovint resulten perjudicials per a l'agricultura en menjar i embrutar amb els seus excrements els vegetals. S'eliminen amb molusquicides o altres mètodes biològics.

## Reproducció

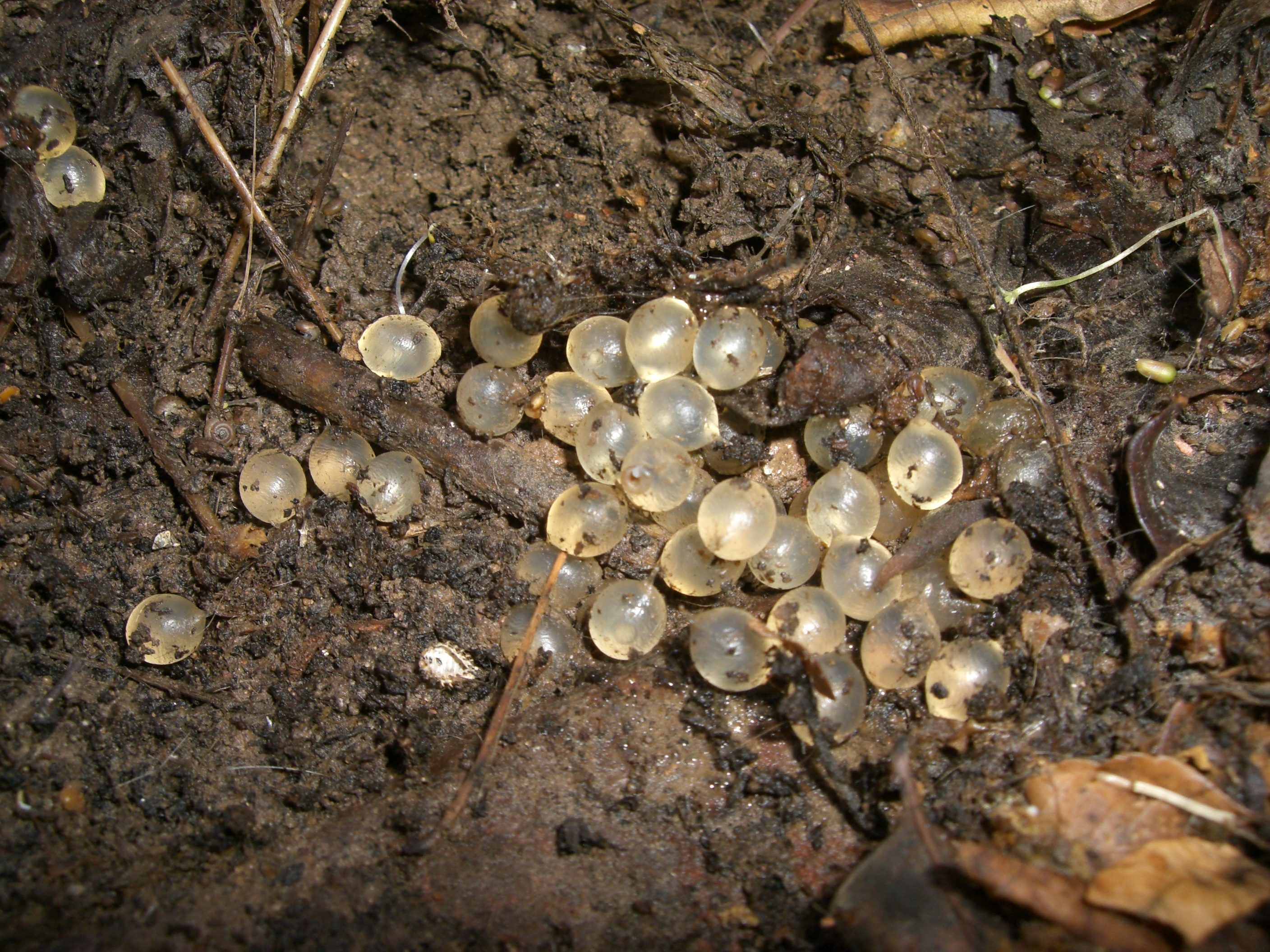
Ous de Limacus flavus

Els llimacs són hermafrodites simultanis, és a dir, alhora mascles i femelles, amb una gònada bisexual. Els òrgans masculins s'activen, en primer lloc, després d'una tornada els òrgans femenins. El desencadenament d'aquestes dues fases de l'activitat sexual és controlat per un sistema hormonal.
Ponen els ous entre alguns dies i diverses setmanes després de l'aparellament, segons l'espècie. Un llimac pot posar entre 100 i 500 ous, en paquets de 10 a 50, els diposita en un forat fet a terra o sota un refugi. Els ous són esfèrics, de color groc blanquinós o transparents.
La duració de la incubació dels ous està directament vinculada a les condicions climàtiques, en particular a la temperatura. A 5 °C la incubació dura fins a tres mesos, mentre que a 20 °C n'hi ha prou amb dues o tres setmanes. La humitat del terra s'ha de situar entre 40% i 80%. En sortir de l'ou, els llimacs mesuren alguns mil·límetres i són transparents. Viuen de nou a divuit mesos segons l'espècie i la regió. Poden originar una o dues generacions a l'any; algunes espècies cada dos anys.

## Comportament
Quan són atacats, els llimacs poden contraure el seu cos, fent-se més durs i compactes i més quiets i rodons. En fer això, s'adhereixen fermament al substrat. Això, combinat amb la mucositat relliscosa que produeixen, fa que els llimacs siguin més difícils d'agafar pels depredadors. El gust desagradable del moc també és un element dissuasiu. Els llimacs també poden incapacitar els depredadors mitjançant la producció d'un moc altament enganxós i elàstic que pot atrapar els depredadors a la secreció.
Algunes espècies presenten diferents comportaments de resposta quan són atacades, com ara el llimac de Kerry. En contrast amb el patró de comportament general, el llimac de Kerry retreu el cap, deixa anar el substrat, s'enrotlla completament i es manté contret en forma de bola. Aquesta és una característica única entre tots els Arionidae, i entre la majoria dels altres llimacs. Alguns llimacs poden autoamputar-se autònomament una part de la seva cua per ajudar-los a escapar d'un depredador. Algunes espècies de llimacs hibernen sota terra durant l'hivern en climes temperats, però en altres espècies, els adults moren a la tardor.
El comportament agonístic intra i interespecífic està documentat, però varia molt entre les espècies de llimacs. Els llimacs sovint recorren a l'agressivitat, atacant tant individus de la mateixa com d'altres espècies quan competeixen pels recursos. Aquesta agressivitat també està influenciada per l'estacionalitat, perquè la disponibilitat de recursos com refugi i aliments pot veure's compromesa a causa de les condicions climàtiques. Els llimacs són propensos a atacar durant l'estiu, quan es redueix la disponibilitat de recursos. Durant l'hivern, les respostes agressives són substituïdes per un comportament gregari.

## Interacció amb els humans
La gran majoria de les espècies de llimacs són inofensives per a l'ésser humà i els seus interessos, però un petit nombre d'espècies causen greus plagues en l'agricultura i l'horticultura. Poden destruir la foliació més ràpidament de com creixen les plantes, matant així inclús plantes força grans. També s'alimenten de fruites i verdures abans de la collita, fent forats en el cultiu, cosa que pot fer que els articles individuals no siguin adequats per a la venda per raons estètiques, i pot fer que el cultiu sigui més vulnerable a la putrefacció i a la malaltia. S'ha descobert que l'acumulació excessiva de llimacs dins d'algunes plantes de tractament d'aigües residuals amb un cribratge inadequat causa problemes en el procés, i això resulta en un major ús d'energia i productes químics.
Amb mesures de control, s'utilitzen esquers tant en agricultura com en jardineria. En els últims anys, han sorgit els esquers de fosfat de ferro, que es prefereixen al metaldehid, més tòxic, especialment perquè els animals domèstics o salvatges poden estar exposats a l'esquer. S'ha demostrat que el fosfat de ferro, més segur per al medi ambient, és almenys tan eficaç com la resta. Els esquers a base de metiocarb ja no s'utilitzen de forma generalitzada. Els paràsits nematodes (Phasmarhabditis hermaphrodita) són un mètode de control biològic disponible comercialment que és eficaç contra una àmplia gamma d'espècies de llimacs comuns. Els nematodes s'apliquen en aigua i busquen activament els llimacs en el sòl i les infecten, provocant-ne la mort. Aquest mètode de control és adequat per al seu ús en sistemes de cultiu ecològics.
Altres mètodes de control de llimacs solen ser ineficaços a gran escala, però poden ser més útils en jardins petits. Aquests inclouen trampes de cervesa, terra de diatomees, closques d'ou triturades, pòsits de cafè i coure. La sal mata els llimacs fent que l'aigua surti del cos per un procés d'osmosi, però això no s'utilitza per al control agrícola, ja que la salinitat del sòl és perjudicial per als cultius. Hammond et al (1999) van descobrir que la dacsa i la soia als Estats Units es veuen més afectats en baixos conreus, ja que augment la matèria orgànica, proporcionant així aliment i refugi als llimacs.
En alguns casos aïllats, els humans han desenvolupat meningitis induïda per Angiostrongylus cantonensis per menjar llimacs crus. Els llimacs vius es poden menjar accidentalment amb verdures mal netejades (com l'enciam), o mal cuinades (per al seu ús en receptes que requereixen llimacs més grans com el llimac bananer), poden actuar com a vector d'una infecció parasitària en humans.

## Grups
De les sis ordres dels pulmonats, dues, l'Onchidiacea i la Soleolifera, només inclouen llimacs. Una tercera família, la Sigmurethra, conté diversos clades de caragols, semi-llimacs (és a dir, caragols les closques dels quals són massa petites perquè es retreguin completament) i llimacs. La taxonomia d'aquest grup està en procés de revisió a la llum de la seqüenciació de l'ADN. Sembla que els pulmonats són parafilètics i basals als opistobronquis, que són una branca terminal de l'arbre. La família Ellobiidae també és polifilètica.
Alguns dels grups de pulmonats compostos exclusivament per llimacs terrestres són:
- Sistelommatòfors
  - Partuloidea
  - Arionoidea
  - Athoracophoridae
  - Limacoidea
  - Punctoidea
  - Milacidae